# Nationaal Vergiftigingen Informatie Centrum
Het Nationaal Vergiftigingen Informatie Centrum (NVIC) is het nationale vergiftigingencentrum van Nederland. Het biedt dringend medisch advies aan gezondheidszorgprofessionals die met een vergiftiging (intoxicatie) geconfronteerd worden met betrekking tot onder andere de ernst, diagnostiek en therapie, en is daarmee een belangrijke actor binnen de toxicologie in Nederland.

## Geschiedenis
In de jaren na de Tweede Wereldoorlog nam het aantal nieuwe chemicaliën in het huishouden, de landbouw en de industrie sterk toe, waarmee ook het aantal gevallen van vergiftiging steeg. Vanaf 1949 beantwoordde het Laboratorium voor Farmacologie van prof. dr. Lammers, een onderdeel van het toenmalige Rijksinstituut voor de Volksgezondheid (RIV) dat later het Rijksinstituut voor Volksgezondheid en Milieu (RIVM) werd, dringende vragen bij acute vergiftigingen als eerste centrum ter wereld. In 1959 werd deze informatieverlening afgesplitst in een aparte dienst, toen nog onder de naam 'Informatiedienst voor vergiftigingen'. Omdat academische inbreng van ervaren artsen als belangrijk werd beschouwd, zocht de dienst in 1963 de samenwerking op met het Academisch Ziekenhuis Utrecht (AZU), dat in 1999 opging in het Universitair Medisch Centrum Utrecht. Op de afdeling Reanimatie (intensieve zorg) van prof. dr. van Heijst van het AZU werden veel vergiftigde patiënten behandeld, waardoor van Heijst in 1966 het hoofd van de dienst werd.
Toentertijd werd de informatieverstrekking tijdens de kantooruren verzorgd door de medewerkers van het NVIC en buiten de kantooruren door de arts-assistenten van de intensieve zorgafdeling. Iedere informatievrager kreeg later een formulier toegestuurd waarin informatie gevraagd werd over het beloop van de vergiftiging. Met deze informatie werd de documentatie van het NVIC aangevuld. Toxicologische informatie werd ook verzameld in samenwerking met de Documentatiedienst van de Koninklijke Nederlandse Maatschappij ter bevordering van de Pharmacie (KNMP). Deze werd vastgelegd op kaarten en verdeeld onder apothekers, zodat zij in hun regio konden instaan voor de informatieverstrekking bij vergiftigingen. Rond 1988 werd gestart met de ontwikkeling van een computersysteem ter ondersteuning van de telefoonbeantwoording waarin deze informatie digitaal verwerkt werd. In 1994 werd de eerste versie opgeleverd onder de naam 'Toxicologische Informatie en Kennisbank' (TIK). Dit digitale systeem maakte het kaartensysteem al snel overbodig.
Het aantal oproepen nam over de jaren gestaag toe, waardoor het voor de arts-assistenten van de intensieve zorg het beantwoorden ervan steeds lastiger te combineren viel met hun zorgtaken op de afdeling. In het jaar 2000 werd de informatieverstrekking over acute vergiftigingen en de zorg op de afdeling daarom van elkaar gescheiden. Sindsdien wordt de informatieverstrekking 24/7 verzorgd door informatiespecialisten van het NVIC. In 2007 werd de website www.vergiftigingen.info gelanceerd, waarop professionals zelf alle toxicologische informatie van het NVIC kunnen raadplegen. In het kader van afbouwoperaties om het aantal ambtenaren bij de Rijksoverheid te verminderen, is het NVIC vanaf 1 juli 2011 officieel overgegaan naar het Universitair Medisch Centrum Utrecht waar het nu anno 2018 deel uitmaakt van de Divisie Vitale Functies.

## Opdrachten
Het NVIC is voor dringende informatie 24/7 bereikbaar op de website www.vergiftigingen.info en op hun noodnummer 088 755 8000, maar is wel enkel bedoeld voor gezondheidsprofessionals en niet voor het brede publiek. Particulieren die met een vergiftiging geconfronteerd worden, worden verondersteld van contact op te nemen met de reguliere eerstelijnsvoorzieningen zoals hun huisarts of huisartsenwachtpost. Indien nodig contacteren zij dan het NVIC voor verdere informatie. Dringend advies wordt niet enkel op individuele basis geboden, maar ook bij grootschalige calamiteiten met gevaarlijke chemicaliën of Ioniserende straling biedt het NVIC ondersteuning, samen met andere instellingen als het RIVM of de Nederlandse Voedsel- en Warenautoriteit (NVWA). Bedrijven die gevaarlijke producten op de Nederlandse markt brengen, zijn verplicht hun toxicologische gegevens mee te delen aan het NVIC.
Het NVIC stelt in samenwerking met het RIVM ook antisera tegen beten van giftige dieren ter beschikking via het Nationaal Serum Depot. Het NVIC doet verder ook aan toxicovigilantie, waarbij het zowel acute veranderingen als langetermijntrends met betrekking tot vergiftigingen signaleert, en deze informatie verstrekt aan zowel beleidsmakers, gezondheidsprofessionals als het brede publiek. In oktober 2019 waarschuwde het NVIC zo bijvoorbeeld nog om nooit zomaar zelfgeplukte paddenstoelen te eten.
Ten slotte voert het NVIC ook wetenschappelijk onderzoek uit naar het gedrag van chemische stoffen in het menselijk lichaam, zowel voor wat betreft toxicokinetiek als toxicodynamiek.

## Cijfers
In 2009 ontving het NVIC 37.503 telefonische informatieverzoeken over 48.338 blootstellingen van mensen en dieren aan giftige stoffen (3.218 oproepen en 3.928 blootstellingen hadden betrekking op dieren). Via de website www.vergiftigingen.info kwamen nog eens 3.904 informatieverzoeken binnen voor 6.257 blootstellingen. Ook droeg het NVIC bij aan de rampenbestrijding bij meer dan 40 kleine en grote calamiteiten waarbij giftige stoffen betrokken waren.
In 2016 ontving het 45.978 telefonische informatieverzoeken over 41.279 mensen en dieren die waren blootgesteld aan potentieel giftige stoffen. Het NVIC werd ingeschakeld bij 476 bedrijfsongevallen, waarbij 528 personen betrokken waren, en 54 grotere ongevallen en calamiteiten met gevaarlijke stoffen. Via de website werden 74.918 risicoanalyses uitgevoerd en stofmonografieën, therapieteksten en behandelprotocollen geraadpleegd (een stijging van ruim 45% ten opzichte van 2015).

## Wet- en regelgeving
De aangifteplicht voor fabrikanten is vastgelegd in het Warenwetbesluit deponering informatie preparaten van 21 december 1995, dat een AMvB is ter uitvoering van de Warenwet. Dat besluit bepaalt ook de geheimhoudingsplicht van het NVIC; het mag de doorgegeven samenstellings- en toxicologische gegevens enkel gebruiken voor zijn adviesopdracht bij vergiftigingen. De laatste wijziging van het besluit dateert van 2011 bij de overdracht van het NVIC van het RIVM naar het UMC Utrecht.
Artikel 45 van de Europese verordening nr. 1272/2008 (CLP-verordening) bepaalt dat alle Europese lidstaten een vergiftigingencentrum moeten aanduiden dat informatie over gevaarlijke mengsels ontvangt van bedrijven en ter beschikking stelt bij spoedgevallen. Artikel 73 van de Europese verordening nr. 528/2012 (biocidenverordening) bepaalt dat deze aangifteplicht ook geldt voor alle biociden. Specifiek voor cosmetica moet de nodige informatie sinds 2013 volgens artikel 13 van de Europese verordening nr. 1223/2009 (cosmeticaverordening) aangegeven worden in de CPNP-databank (Cosmetic Products Notification Portal) van de Europese Commissie, die voor alle Europese vergiftigingencentra toegankelijk is.